# Lia Correia Dutra
Lia Correia Dutra (1908 - 1989) fue una escritora, traductora, crítica literaria y activista feminista brasileña que incursionó en la poesía y ficción.
El primer trabajo literario que publicó fue una colección de poesías titulada Luz e Sombre, que se transformó en su debut en 1931; éste sería catalogado por la Academia Brasileña de Letras como la mejor obra poética del año. Por otro lado, debuta en el género novela con Navio sem Porto de 1943, trabajo por el que recibió el Premio Humberto Campos, e instaló a la autora dentro del grupo de escritoras adscritas a la «nueva literatura brasileña» de la década de 1940, entre las que se encontraban Helena Silveira (1911-1988), Ondina Ferreira (1909), Elisa Lispector (1911-1989), Elsie Lessa (1912-2000), Lúcia Benedetti (1914-1998) y Alina Paim (1919-2011), entre otras.

## Obras
- Luz e Sombra (1931).
- Navio sem Porto (1943).

Antología
- Contos e Novelas (1956-1957).